# Ягудаев, Анатолий Михайлович
Анатолий Михайлович Ягудаев (11 марта 1935, Махачкала, Дагестанская АССР, РСФСР — 10 октября 2014, Махачкала, Дагестан, Российская Федерация) — советский и российский дагестанский скульптор, заслуженный художник Российской Федерации (2002).

## Биография
Предки будущего скульптора были родом из Темир-Хан-Шуры (ныне город Буйнакск Республики Дагестан). Его отец — убеждённый коммунист — назвал сына Анатолием в честь наркома просвещения А. В. Луначарского, скончавшегося в 1933 году.
Ещё в детстве Анатолий Ягудаев занимался в кружке изобразительного искусства при махачкалинском Доме пионеров у преподавателя Я. И. Лашкевича и в изостудии Дома народного творчества под руководством Д. А. Капаницына. В 1949 г. начал работать в производственно-скульптурной мастерской известного советского скульптора Михаила Аникушина — вначале учеником, а затем модельщиком-форматором. 
Во время службы в советской армии был чемпионом Дальневосточного военного округа по тяжёлой атлетике.
В 1963 г. окончил скульптурное отделение Ленинградского художественного училища им. Серова, в том же году начал создавать скульптуры самостоятельно. Вернулся в Махачкалу. С 1959 по 2005 гг. — участник 36 выставок различного уровня, проходивших во многих городах России, а также в Венгрии и Болгарии.
Член Союза художников СССР, заслуженный деятель искусств Дагестана, заслуженный художник России, лауреат республиканской премии им. Г. Цадасы.
Две работы из бронзы: «портрет доктора филологии Камиля Ханмурзаева» (1964) и «Балагуры» (1985) представлены в Государственной Третьяковской галерее, 27 работ в собрании ДМИИ им. П. Гамзатовой. Произведения мастера украшают улицы и скверы в городах Махачкала, Буйнакск, Избербаш и Шевченко, в селениях Дылым, Агвали, также оно использовано в оформлении Чиркейской ГЭС. Парковая скульптура девочки на углу улиц Максима Горького и Буйнакского в Махачкале стала городским символом любви и добра (исчезла в 1990-е годы).
В американском городе Спокан — городе-побратиме Махачкалы — установлена скульптура Шамиля работы скульптора.

## Награды
- Заслуженный деятель искусств Республики Дагестан
- Заслуженный художник Российской Федерации
- Лауреат Государственной премии ДАССР им. Гамзата Цадасы